# Red ale

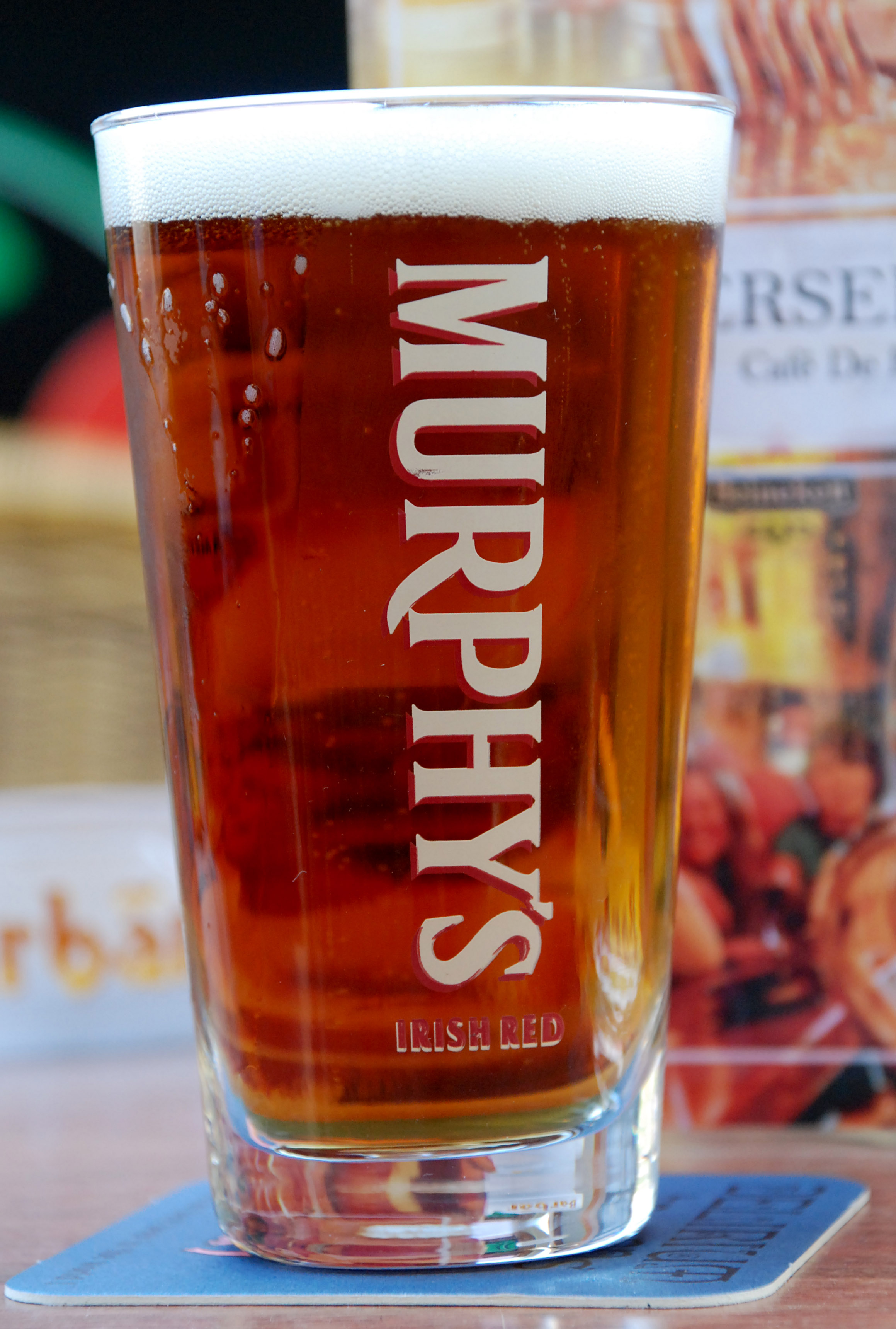
Marca irlandesa Murphy's

La red ale, conocida también como Irish red ale, es un tipo de cerveza ale original de Irlanda. Su ligero color rojo es debido al tostado de la cebada además de la malta. Las cervezas normalmente son bajas en alcohol (3,5 % es lo típico), aunque se elaboran versiones más potentes para su exportación.
La red ale sabe menos amarga que las ales inglesas, con un sabor malteado y a caramelo.
En América el nombre puede describir una amber ale oscura, y algunas grandes cerveceras producen una red que en realidad es una lager con colorantes añadidos, como George Killian's Irish Red.

## Ejemplos
- Smithwicks Ale
- Macardle's Ale
- Guinness Kilkenny Irish Beer
- Dragón Rojo Irish Red Ale

- Datos: Q55597285